# Noureddine Abdellaoui
Pour les articles homonymes, voir Abdellaoui.
Noureddine Abdellaoui (en arabe : نور الدين عبد اللاوي) est un footballeur algérien né le 13 novembre 1983 à Sidi Bel Abbès. Il évoluait au poste de milieu défensif.

## Biographie
Il évolue en première division algérienne avec les clubs, du WA Tlemcen, du MC El Eulma et du MC Saïda. Il dispute 106 matchs en inscrivant quatre buts en Ligue 1.

## Palmarès
WA Tlemcen
- Coupe d'Algérie :
  - Finaliste : 2007-08.

- Championnat d'Algérie D2 (1) :
  - Champion : 2008-09.